# Waltham International
Pour les articles homonymes, voir Waltham.
Waltham International SA a été fondée en 1954 à Lausanne, Suisse, par le management de l'« American Waltham Watch Company », Waltham, Massachusetts, pour fournir les parties détachées de montres et mouvements nécessaires, qui n'étaient pas obtenables aux États-Unis.
Située à Lugano, Tessin, Suisse, la société Waltham International SA manufacture des montres Waltham de luxe, portant le label Swiss Made, perpétuant seule, depuis la fermeture de l'entreprise aux États-Unis en 1957, l'esprit d'excellence des artisans fondateurs de Waltham en 1850.